# Крені
Крені́ — село в Україні, у Остерській міській громаді Чернігівського району Чернігівської області. Населення становить 17 осіб. До 2016 орган місцевого самоврядування — Остерська міська рада.

## Історія
Позначене на карті - триверстовці Шуберта 1869 року як Крині, а тому засноване раніше 1880 р.
12 червня 2020 року, відповідно до розпорядження Кабінету Міністрів України № 730-р «Про визначення адміністративних центрів та затвердження територій територіальних громад Чернігівської області», увійшло до складу Остерської міської громади.
19 липня 2020 року, в результаті адміністративно - територіальної реформи та ліквідації колишнього Козелецького району, село увійшло до складу новоутвореного Чернігівського району Чернігівської області.

## Населення

### Мова
Розподіл населення за рідною мовою за даними перепису 2001 року:
| Мова       | Кількість | Відсоток |
| ---------- | --------- | -------- |
| українська | 45        | 95.74%   |
| російська  | 2         | 4.26%    |
| Усього     | 47        | 100%     |